# Phaenacropista
Phaenacropista är ett släkte av fjärilar. Phaenacropista ingår i familjen vecklare.
Kladogram enligt Catalogue of Life:
| Phaenacropista | \| \| Phaenacropista compsa \| \| \| \| \| \| Phaenacropista cremnotoma \| \| \| \| |
|                | \| \| Phaenacropista compsa \| \| \| \| \| \| Phaenacropista cremnotoma \| \| \| \| |
|                | Phaenacropista compsa                                                               |
|                |                                                                                     |
|                | Phaenacropista cremnotoma                                                           |
|                |                                                                                     |